# Nashenas
Nashenas, auch Nashnas oder Nashinas (persisch und paschto ناشناس, DMG Nāšinās, ‚der Unbekannte‘), Geburtsname: Muhammad Sadiq Fitrat (محمد صادق فطرت, DMG Muḥammad Ṣādiq-i Fiṭrat, * 28. Dezember 1935 in Kandahar), ist einer der populärsten afghanischen Sänger aus dem Volk der Paschtunen.

## Leben
Nashenas entstammt einem paschtunischen Kakarstamm – dem der Musazay. Zwischen 1940 und 1947 lebte die Familie im heutigen Pakistan, da der Vater zu jener Zeit als Vertreter der Da Afghanistan Bank tätig war. Dort erlernte er die Sprache Urdu. Damit sein Vater nicht bemerkte, dass er musizierte, legte er eine Decke über das Harmonium und brachte sich so das Spielen bei. Als Student begann seine Gesangskarriere. Hier wählte „Nashenas“ als Pseudonym aus. Zudem komponierte er viele Songs, darunter den Song Dara ba Dara Hawaye Paghman Ba Dara. 1961, 1969 1981 und 1984 wurde er zum populärsten Sänger im Radio gewählt. In den 1960er Jahren gab er zusammen mit anderen afghanischen Musikern Konzerte im Iran. 1959 absolvierte er sein Studium im Bereich politische Ökonomie an der Fakultät für Recht und Politikwissenschaft an der Universität Kabul. Danach war er für viele Jahre im Informations- und Kulturministerium tätig. Es folgte eine Tätigkeit bei Radio Kabul. Hier war er als Direktor für ausländische Programme verantwortlich. 1962 reiste er in die damalige Sowjetunion, um dort die Russische Sprache zu erlernen. Nach der Rückkehr im Jahr 1968 ging er nochmals in die Sowjetunion, wo er ein postgraduales Studium absolvierte und promovierte. Zwischen 1970 und 1973 folgte eine Reise nach Indien, um mehr über die dortige klassische Musik zu lernen. Auch hier war er als Künstler tätig. Im Anschluss daran wurde er zum Leiter für Literatur und Musik von Radio Afghanistan ernannt und war Mitglied bei sämtlichen literarischen Einrichtungen. Sein Repertoire beläuft sich auf ca. 400 Songs, die im Radio auf Kassetten und im Fernsehen aufgenommen wurden. Nashenas lebt seit ca. 27 Jahren im Ausland.
Für die iranische Sängerin Fara Parsi komponierte er das auf der LP Teheran, Teheran erschienene Lied Mara Bebakhsh.
Nashenas, der lange Jahre in Kabul lebte, lebt seit mehreren Jahren außerhalb Afghanistans.
2016 ging das Gerücht um, er sei gestorben, was sich aber als Falschmeldung herausstellte.

## Diskografie
Alben:
- Classical ghazals. Afghan Rubab. (1991; Split-Doppel-MC mit Amir Jan Herawi und Arif Mahmud Chisti)
- America Concert Pashto (Live)
- Concert (AfghanMTV)
- Live Concert (Live)
- Live in Concert in the Cities of Hamburg and Paris (Live)
- Aye Katib-E-Taqdir (2007)
- Sardar Ali Takkar vs. Nashenas (2014; Odeon Music House)
- Ahwi Mashkeen
- Anjuman
- Atasheen Khos
- Dasht Bekhoi
- Dashti be khoda
- Ghazal
- Ghazali Chashem
- Gul badam
- Kabul Farda
- Kharabat Moghan
- Madaram
- Majlesey
- Pashto Album
- Pashto Album 2
- Qandahar